# Агнес Джебет Нгетіч
Агнес Джебет Нгетіч (англ. Agnes Jebet Ngetich; нар. 23 січня 2001) — кенійська бігунка, яка спеціалізується у бігу на довгі дистанції.

## Спортивні досягнення
Фіналістка (6-е місце) з бігу на 10000 метрів на чемпіонаті світу (2023).
Дворазова чемпіонка світу з кросу в командному заліку (2023, 2024).
Бронзова призерка чемпіонату світу з кросу в особистому заліку (2023). Посіла 4-е місце у дорослому забігу серед жінок на чемпіонаті світу з кросу-2024.
Рекордсменка світу з шосейного бігу на 5 та 10 кілометрів у змішаних (за участі чоловіків) забігах — 14.13 та 28.46 відповідно (2024).
Рекордсменка світу з шосейного бігу на 10 кілометрів у суто жіночих забігах — 29.27 (2025)